# Militaire begraafplaats in Neuerburg
De militaire begraafplaats in Neuerburg is een militaire begraafplaats in Rijnland-Palts, Duitsland. Op de begraafplaats liggen omgekomen Duitse, Poolse en Russische militairen uit de Tweede Wereldoorlog.

## Begraafplaats
Op de begraafplaats rusten 830 Duitse militairen en 68 Poolse en Russische krijgsgevangenen. De meeste Duitsers kwamen in de laatste fase van de Tweede Wereldoorlog om het leven. Het gebied rond Neuerburg lag enige tijd in de frontlinie. De krijgsgevangenen kwamen om het leven in het nabijgelegen krijgsgevangenenkamp.